# Álvaro Peláez Antón
Álvaro Peláez Antón (n. 1891) va ser un esportista i traductor espanyol.

## Biografia
Va néixer a Madrid el 3 de juliol de 1899. En la seva joventut va ser futbolista, i fou jugador del Reial Madrid durant la dècada de 1920. Posteriorment, després de retirar-se de l'hàbit futbolístic, va obtenir una plaça com a funcionari de Cos tècnic de Correus. Arribaria a afiliar-se al Partit Comunista d'Espanya (PCE).
Després de l'esclat de la Guerra civil es va unir a les milícies republicanes. Posteriorment va passar a formar part del comissariat polític de l'Exèrcit Popular de la República. Durant la contesa va exercir com a comissari de la 44a Brigada Mixta, i posteriorment de les divisions 17a i 47a, combatent en diversos fronts. Al final de la guerra era comissari del XXIII Cos d'Exèrcit, al front del sud. Des d'aquest lloc, en el context del cop de Casado, Peláez va aconseguir evitar la repressió dels comunistes en el si del XXIII Cos d'Exèrcit. A la fi de març de 1939 Peláez va sortir d'Espanya amb vaixell, al costat d'altres refugiats, aconseguint fugir a l'Algèria francesa.
S'exiliaria en la Unió Soviètica, i posteriorment a Polònia, on va treballar com a traductor en una editorial.
Va aconseguir tornar a Espanya el 1971, comptant amb un aval de Santiago Bernabéu —exjugador i president del Reial Madrid.